# Mutzenhouse
Mutzenhouse (deutsch Mutzenhausen) ist eine französische Gemeinde mit 460 Einwohnern (Stand 1. Januar 2021) im Département Bas-Rhin in der Region Grand Est (bis 2015 Elsass). Am 1. Januar 2015 wechselte die Gemeinde vom Arrondissement Strasbourg-Campagne zum Arrondissement Saverne. Sie ist Mitglied der Communauté de communes du Pays de la Zorn.

## Geschichte
Mutzenhouse war ein Reichsdorf.

## Bevölkerungsentwicklung
| Jahr      | 1962 | 1968 | 1975 | 1982 | 1990 | 1999 | 2006 | 2012 | 2014 |
| --------- | ---- | ---- | ---- | ---- | ---- | ---- | ---- | ---- | ---- |
| Einwohner | 231  | 259  | 257  | 362  | 348  | 385  | 419  | 399  | 426  |

## Sehenswürdigkeiten
- Kirche Saint-Blaise aus dem Jahr 1859